# Flugplatz Vogtareuth

i7
i11
i13
Der Flugplatz Vogtareuth (ICAO-Code: EDNV) ist der Flugplatz der oberbayerischen Gemeinde Vogtareuth im Landkreis Rosenheim. Er wird vom Motorfliegerclub Rosenheim e. V. betrieben und ist als Sonderlandeplatz klassifiziert.

## Geografie
Der Flugplatz liegt knapp zwei Kilometer östlich des historischen Ortskernes von Vogtareuth auf einer Höhe von 464 m ü. NN im Flurstück Heubühlmoos. Das östliche Ende des Rollfeldes überbaut auf das Gebiet der Gemeinde Söchtenau hin. Naturräumlich befindet er sich im westlichen Chiemgau im Tal der Achel. Vier Kilometer westlich fließt der Inn. 25 Kilometer südlich verläuft die Staatsgrenze zu Österreich hin.

## Geschichte
Der Motorfliegerclub Rosenheim e. V. wurde in den 1950er Jahren gegründet und nutzte zu Anfang die Gelände benachbarter Vereine mit. Im Jahr 1971 wurde das Gelände in Vogtareuth bezogen. Dort entstanden zunächst ein eigenes Clubheim, eine Flugzeughalle und die Zulassung als Sonderlandeplatz wurde erteilt. Eine Tankstelle kam hinzu, das Rollfeld wurde asphaltiert und es erfolgt seither kontinuierlich der weitere Ausbau.
Von Flugplatz Vogtareuth aus wird die Hagelfliegerei betrieben.

## Flugplatz und Ausstattung
Der Flugplatz ist ein Sonderlandeplatz für Luftfahrzeuge aller Art bis 2000 kg sowie Helikopter bis 5700 kg Höchstabfluggewicht (MTOW) und hat keine geregelten Betriebszeiten. Der Betreiber ist eine Privatperson.  Eine Landung ist nur nach vorheriger Anmeldung möglich (PPR). Der Platz führt den ICAO-Code EDNV.
Es bestehen ein Wirtschaftsgebäude mit ebenerdigem Flugleitstand (Frequenz 121,030 MHz / 8.33), ein Hangar und das Vereinsheim. Es gibt eine Tankstelle mit AVGAS 100LL / Öl ist teilweise vorrätig.
Der ortsansässige Verein „Motorflieger Club Rosenheim e. V.“ bildet auch zum Privatpiloten (PPL(A) / LAPL(A)) aus. 
Weiterhin kann über die Flugsportgruppe Bölkow (www.alpenflug-vogtareuth.de) auch eine Segelflugausbildung absolviert werden.

## Zwischenfälle
- Am 24. Mai 1999 wurde bei einem Fehlstart ein Reisemotorsegler Hoffmann H36 schwer beschädigt.[6]:65
- Am 14. August 2002 wurde eine von EDNV gestartete Dallach D4 nach drei Flugminuten instabil und stürzte in ein Moorgebiet, wobei der Pilot tödlich verletzt wurde.[7]:14
- Am 13. August 2012 stürzte eine am Flugplatz Vogtareuth stationierte und gestartete Cessna 172 (D-EIYL)[8] nahe dem norwegischen Trondheim in ein Waldgebiet und zerschellte. Der Pilot und die beiden Fluggäste verloren hierbei ihr Leben.[9]

## Verkehr
Gemeinde- und Kreisstraßen erschließen den Flugplatz über die Staatsstraße St 2359 zu der westlich verlaufenden Bundesstraße 15 hin. Der ÖPNV bedient den Flugplatz nicht direkt, jedoch kann in Vogtareuth zu der Buslinie 9415 zugestiegen werden, die nach Rosenheim fährt.